# Jardin des plantes d'Amiens
Le jardin des plantes d'Amiens, ou le Jardin des plantes, est un jardin botanique situé à Amiens, dans le département de la Somme, en région Hauts-de-France, entre la Citadelle et le centre-ville.
À l'origine, au XVIIIe siècle, il était appelé le Jardin du Roy.

## Historique
Selon les sources archivistiques un jardin botanique aurait existé à Amiens depuis le XIIIe siècle.
Le jardin des plantes d'Amiens a plus de 260 ans d'histoire. Par arrêt du Conseil d'État du 13 mai 1751, le roi Louis XV concéda à la ville d’Amiens, avec un revenu de 2 000 livres, le jardin du roi ou jardin du gouvernement (dont les gouverneurs de Picardie avaient eu, jusque-là, la jouissance), à la condition d'en faire un jardin botanique. C'est l'un des plus anciens de France.
Dom Robbe, prieur du couvent des Feuillants, passionné de botanique transforma le Jardin du Roy en véritable jardin des plantes, pour l'étude et le perfectionnement des végétaux.
Un pavillon fut construit (1751). Dès 1754, sous l'égide de l'académie des sciences, des lettres et des arts d'Amiens, des cours publics de botanique y furent dispensés.
Le jardin fut sauvé de la disparition à la Révolution par le corps médical amiénois et le conservateur Legrand qui en firent un lieu d’enseignement de premier plan. La serre chaude et l’Orangerie, bâties en 1802, accueillirent les futurs herboristes et pharmaciens. En 1803, Joséphine de Beauharnais, épouse du Premier Consul, vint, en personne, assister à un cours de botanique du professeur Trannoy.
Dans les années 1830-1840, le jardin des plantes d’Amiens devint une véritable référence dans l’enseignement de la botanique en France, sous l’impulsion du docteur Jean-Baptiste-Grégoire Barbier — directeur de l’école de médecine et de pharmacie d’Amiens — et du docteur Lemerchier, maire d'Amiens. Parallèlement, le pavillon du jardin accueillit un muséum, où se déroulèrent les premières expositions florales de la toute nouvelle Société d’horticulture du département de la Somme.
C’est aussi à cette époque que le Jardin des plantes se mit, pour la première fois, au service de la ville d’Amiens. Sous le conservateur Duflot, qui réorganisa scientifiquement son agencement, le Jardin des plantes fournit les végétaux pour le premier jardin public de la ville, le square Saint-Denis.
En 1895, la mairie supprima le cours public de botanique.
Au cours du XXe siècle, la mission pédagogique à l’origine du jardin fut délaissée progressivement au profit d’une production végétale croissante pour satisfaire les besoins de la ville d'Amiens en végétaux. 
En 2001, le Jardin des plantes intégré à la faculté des sciences d'Amiens fêta son 250e anniversaire. À cette occasion, il renoua avec sa vocation première d’enseignement public. La mission botanique du jardin fut réaffirmée. En quelques années, quatre grandes collections de plantes liées à l’histoire de Picardie ont vu le jour.

## Caractéristiques

### Organisation
C'est un jardin botanique, un jardin public et le lieu de production de plantes qui fleurissent la ville d’Amiens.
Sa gestion scientifique et technique est confiée à une équipe où sont représentés la Société linnéenne Nord-Picardie, l'université de Picardie Jules-Verne (UPJV), Parcs et jardins d'Amiens métropole.
Il est entretenu selon les normes du développement durable (pas d’utilisation de pesticides, gestion différenciée des berges). Chaque plante est étiquetée et des panneaux présentent chaque collection. 
Le tracé régulier des massifs, inchangé depuis le XVIIIe siècle, est matérialisé par des plates-bandes de buis.
Le Jardin des plantes présente des collections botaniques sur le thème, « des plantes, des usages et des hommes » et il est organisé en 4 ensembles : 
- l'homme et la consommation ;
- l'homme et la santé ;
- l'homme et l'industrie ;
- la connaissance des plantes.

Le jardin compte 1 800 taxons ou espèces.

### Jardin ethnobotanique

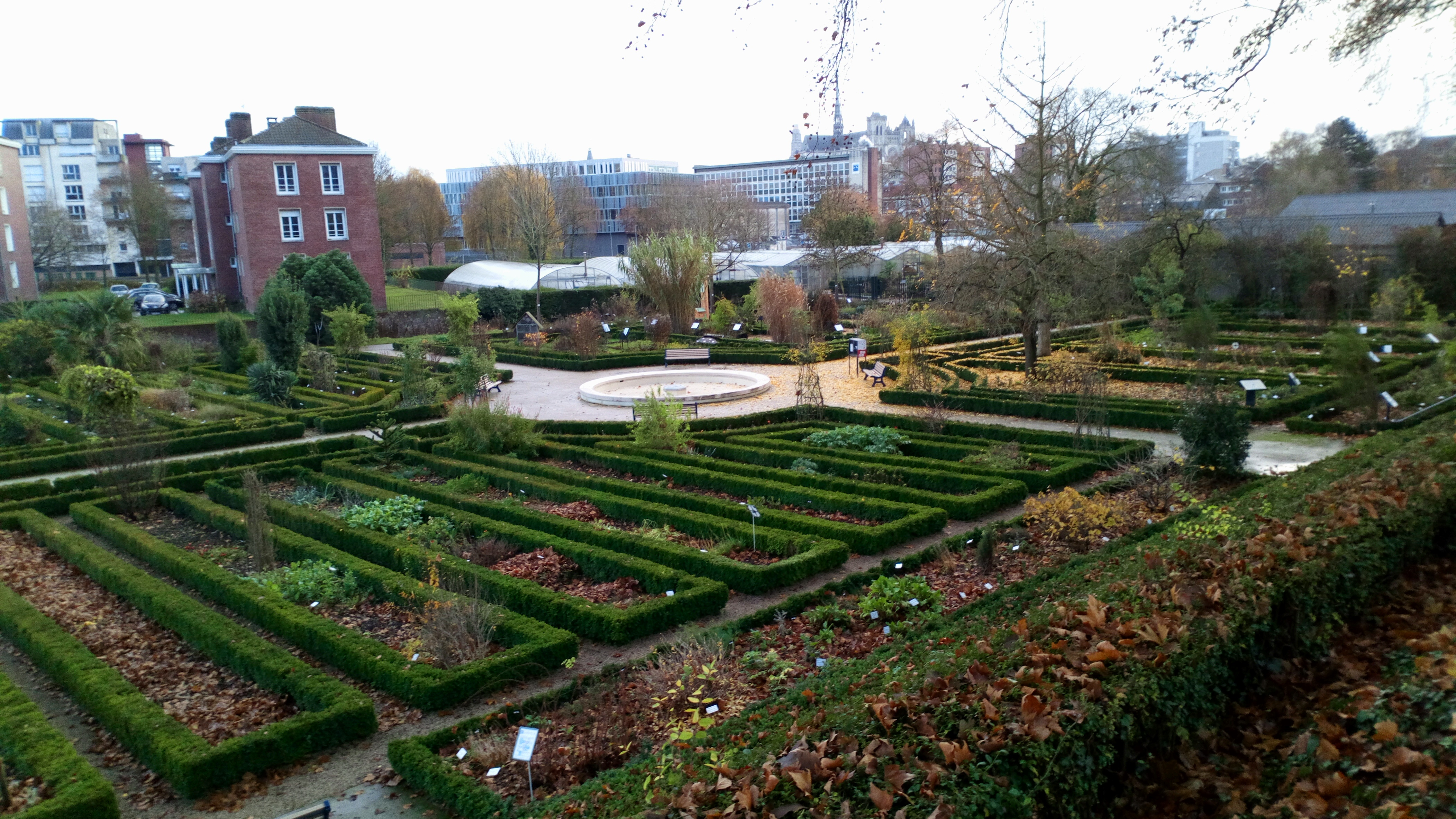

La place qu'occupe la Picardie dans le domaine de l'agro-alimentaire et de l'agro-industrie a incité l'équipe qui gère le Jardin, à retracer au travers du thème « l'homme et l'industrie », l'histoire de l'agriculture dans la région grâce aux collections de 136 Fabaceae, plantes cultivées autrefois et aujourd'hui :
- premières plantes cultivées (30 espèces), la carpologie, étude des fruits et des graines conservés dans les vestiges archéologiques, permet de connaître l’histoire des plantes consommées, l'évolution des pratiques agraires ;
- plantes oléagineuses ;
- plantes fourragères (29 espèces) ;
- plante à fibres (18 espèces) ;
- plantes tinctoriales (17 espèces) ;
- plantes de grande culture pour les industries agroalimentaires qui font la richesse de la région (blé, pomme de terre, betteraves à sucre, maïs, endives...) ainsi que les engrais verts et cultures intermédiaires ;
- flore adventive des cultures ou plantes messicoles (50 espèces) ;
- plantes cultivées pour des usages non alimentaires : plantes utilisées pour leur biomasse :
  - plantes transformées en biocarburant,
  - plantes à parfum,
  - plantes pour la fleuristerie,
  - plantes valorisées en matériaux de construction,
  - plantes dépolluantes.

### Flore remarquable
Le jardin possède également :
- une rocaille alpine ;
- des arbres ornementaux remarquables comme :
  - le cornouiller mâle à cinq bras, planté en 1761, mort en 2009, son tronc conservé permet d'apprécier encore ses proportions remarquables ;
  - le Cladrastis Cladrastis kentukea (virgilier à bois jaune),
  - le Ginkgo biloba (arbre aux quarante écus),
  - le Gymnocladus dioica ,
  - le Metasequoia glyptostroboides,
  - le Fagus sylvatica asplenifoia (hêtre à feuille de fougère),
  - le Quercus macrocarpa (chêne à gros fruits),
  - le Quercus phellos (chêne à feuille de saule),
  - le Liquidambar styraciflua (copalme d'Amérique);
- des arbres d'alignement tels :
  - aesculus indica, (marronnier de l'Himalaya),
  - carya ovala caryer ovale (noyer blanc d'Amérique),
  - nyssa sylvatica (gommier noir),
  - celtis (micocoulier).

Le jardin possède en outre :
- plusieurs serres dont une de style Napoléon III, construite en 1895 et rénovée en 2007 ;
- un palmarium ;
- une orangerie, construite en 1802 pour l'acclimatation des végétaux exotiques ;
- une serre hollandaise de 1970 le long de laquelle, l'été, on peut voir des bougainvillées sur tige.
- une collection de 27 variétés de rosiers botaniques, horticoles, galliques et d’extrême orient.